# Adam von Bartsch

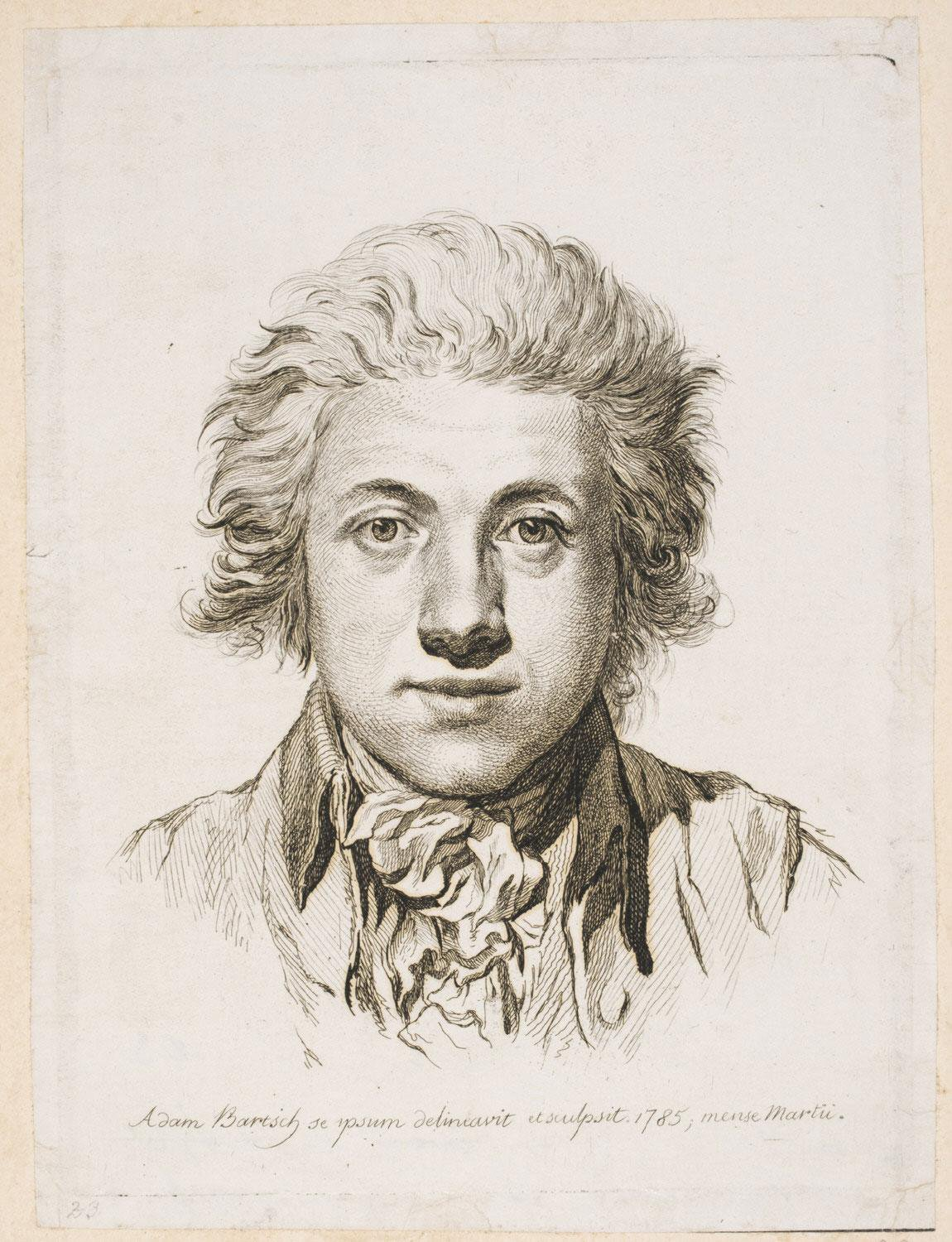
Selbstbildnis, 1785

Johann Adam Bernhard Ritter von Bartsch (* 17. August 1757 in Wien; † 21. August 1821 ebenda); österreichischer Künstler und Kunstschriftsteller und Begründer der systematisch-kritischen Graphikwissenschaft.

## Leben
Adam (ab 1812 Ritter von) Bartsch trat 1777 als Skriptor in die kaiserliche Hofbibliothek in Wien ein, studierte unter Jacob Schmuzer an der Wiener Kupferstecherakademie den Kupferstich und wurde 1791 zum Kustos der Graphiksammlung der Hofbibliothek ernannt, der er bis zu seinem Tode vorstand. Er war Ratgeber vieler namhafter Sammler, u. a. des Herzogs Albert von Sachsen-Teschen, der eine der bedeutendsten Sammlungen an Graphik und Handzeichnungen seiner Zeit zusammentrug. Im 20. Jahrhundert erfolgte die Zusammenlegung beider Sammlungen zur heutigen Albertina.
Ab 1794 veröffentlichte Bartsch wissenschaftlich fundierte Catalogues raisonnés zu verschiedenen Graphikern. Zwischen 1803 und 1821 gab er in 21 Bänden sein Opus magnum heraus: Le Peintre Graveur mit zahlreichen Verzeichnissen der Druckgraphik Alter Meister des 15.–18. Jahrhunderts.
Kurz vor seinem Tod veröffentlichte Bartsch 1821 die Anleitung zur Kupferstichkunde, in der er, aus der Summe seines Wissens und seiner praktischen Erfahrungen schöpfend, den Versuch unternahm, dem Laien das oft schwer zugängliche und weit verstreute Wissen zu Technik und Geschichte der Druckgraphik in Form eines Handbuches zu vermitteln.
Neben seiner wissenschaftlichen Tätigkeit war Bartsch auch künstlerisch tätig und gehört mit seinem fast 600 Blatt umfassenden Œuvre zu den innovativsten und interessantesten Graphikern seiner Zeit. Neben einer Reihe bemerkenswerter Porträts, Illustrationsgraphik, Militär- und Trachtendarstellungen widmete sich Bartsch vor allem der Reproduktion von Handzeichnungen alter Meister und schuf zahlreiche Blätter, die teils einzeln, teils als Folgen oder umfangreiche Sammelwerke publiziert wurden und ihn zu einem der wichtigsten Graphiker auf diesem Gebiet machen.

## Werke

### Le Peintre Graveur
Le Peintre Graveur erschien zwischen 1803 und 1821 in 21 Bänden. Das in französischer Sprache geschriebene Werk umfasst Verzeichnisse zur Druckgraphik Alter Meister des 15.–18. Jahrhunderts, nach Schulen gegliedert. Es wird noch heute als Standardreferenzwerk zitiert. Bartsch führte das nach ihm benannte Nummerierungssystem für die Radierungen Rembrandt van Rijns (z. B. „Bartsch 17“ oder „B17“) und die Graphiken vieler anderer Künstler ein. Das Bartsch-System gilt nach wie vor als Standard. Der Leipziger Buchhändler und Auktionator Rudolph Weigel schuf 1843 einen Ergänzungsband („Supplements“). Der Heimatforscher und Kunsthistoriker Joseph Heller brachte 1844 „Zusätze“ heraus.
Sein Begriff des peintre-graveur, also des „Maler-Graphikers“, wird noch heute verwendet, um Graphiker, die nach eigener Erfindung bzw. nach eigenen Vorlagen schaffen, von jenen abzugrenzen, die nach fremden Vorlagen stechen. Die damit oft assoziierte Abwertung der Reproduktionsgraphik gegenüber der „freien“ Graphik war jedoch nicht von Bartsch intendiert. Nach Bartschs Tod wurde seine Begriffsbildung dafür missbräuchlich in Anspruch genommen.
Das groß angelegte Korpuswerk The Illustrated Bartsch (TIB), das seit 1978 erscheint (Abaris Press, New York) und auf mindestens 164 Bände veranschlagt ist, setzt es sich zum Ziel, die Einträge des Peintre Graveur in Form von Bildbänden zu illustrieren und durch begleitende Kommentarbände zu ergänzen. Während die Tafelbände zum größten Teil bereits erschienen sind, liegen die Textbände, in denen die Werkverzeichnisse der betreffenden Künstler auf den aktuellen Forschungsstand gebracht werden sollen, nur zu einem kleinen Teil vor. Im Internet ist dieses Werk über die Bilderdatenbank ARTStor einzusehen (bisher lediglich die Bilder), vornehmlich für Universitäten aus Nordamerika.

### Werkliste
- Catalogue raisonné des Desseins originaux des plus grands Maitres anciens et modernes, qui faisoient Partie du Cabinet de feu le Prince Charles de Ligne, Chevalier de l'Ordre militaire de Mar. Therese, de S. George, Colonel du Corps de Genie de sa Maj. I. et R. etc.; Blumauer, Wien 1794
- Anton Waterlos Kupferstiche. Ausführlich beschrieben; Wien 1795, Digitalisat
- Catalogue raisonné des Estampes gravées à l'Eau-forte par Guido Reni, et de celles de ses Disciples Simon Cantarini, dit le Pesarese, Jean-André et Elisabeth Sirani, et Laurent Loli; Blumauer, Wien 1795, Digitalisat
- Catalogue raisonné de toutes les Estampes qui forment l'Œuvre de Rembrandt, et ceux de ses principaux Imitateurs. Composé par les Sieurs Gersaint, Helle, Glomy et P. Yver. Nouvelle Édition. Entièrement refondue, corrigée et considérablement augmentée; 2 Tle., Wien 1797 (Reprint Leipzig 1880)
- Catalogue raisonné de toutes les Estampes qui forment l'Œuvre de Lucas de Leyde; Wien 1798
- Le Peintre Graveur; 21 Bände, Wien 1803–1821, urn:nbn:de:bsz:16-diglit-228816, Supplements (Rudolph Weigel) Bd. 22, Rudolph Weigel, Leipzig 1843 Digitalisat, (Bd. 23) Joseph Heller: Zusätze zu Adam Bartsch's „Le peintre graveur“, J.G. Sickmüller, Bamberg 1844 Digitalisat; (Reprint Leipzig 1854–1876; Reprint Würzburg 1920/1922; Reprint Hildesheim u. a. bzw. Nieuwkoop 1970 sowie 1971; Reprint Nieuwkoop 1982)
- Handzeichnungen italienischer Meister Wien 1807 Digitalisat
- Catalogue raisonné de l'Œuvre d'Estampes de Martin de Molitor, Peintre et Dessinateur de Paysages, Membre de l'Académie des Beaux-Arts a Vienn"; Nürnberg 1813
- Anleitung zur Kupferstichkunde; 2 Bände, Wien 1821
- Recueil d'estamples d'après les deseins originaux, qui se trouvent è la Bibliothèque I. & R. de Vienne, gravées par Adam Bartsch (Premier Cahier : contenant six estampes d'après Rembrandt van Ryn) 1782 Digitalisat